# کریگ انگلز
کریگ انگلز (انگلیسی: Craig Engels؛ زادهٔ ۱ مهٔ ۱۹۹۴) ورزشکار دو و میدانی اهل ایالات متحده آمریکا است.